# Wim van de Meulenhof
Wim van de Meulenhof (Goirle, 15 juni 1966) is een Nederlands voormalig wielrenner. Hij reed begin jaren 90 als stagiair voor zowel Buckler (1990) als TVM (1991), maar slaagde er later als profrenner nooit in een contract bij een grote ploeg te bemachtigen.

## Palmares
1996
- winnaar 7e étappe Ronde van Oostenrijk te Sankt Johann im Zillertal
- 15e - Kuurne-Brussel-Kuurne

1997
- winnaar van de 1e étappe A en de derde étappe van de Ronde van Rheinland Pfalz
- 3e - Teleflex Toer

## Resultaten in voornaamste wedstrijden
|      | \| Jaar \| Gent-Wevelgem \| \| WK op de weg \| \| ---- \| ------------- \| \| ------------ \| \| 1995 \| \| \| opgave \| \| 1996 \| \| \| \| \| 1997 \| 40e \| \| \| |  |              |
| Jaar | Gent-Wevelgem |  | WK op de weg |
| 1995 | |  | opgave       |
| 1996 | |  |              |
| 1997 | 40e |  |              |